# Football Club Van
El Football Club Van (en armenio: Ֆորտբոլային Ակումբ Վան) es un equipo de fútbol de Charentsavan, Armenia que juega en la Liga Premier de Armenia, la primera división de fútbol del país.

## Historia
Fue fundado el 31 de mayo de 2019 en la ciudad de Charentsavan de la provincia de Kotayk por idea del empresario ruso-armenio Oleg Ghukasov como uno de los equipos participantes de la Primera Liga de Armenia en la temporada 2019/20.
La temporada en la segunda división fue cancelada por la pandemia de COVID-19 cuando el club marchaba en primer lugar de la clasificación. El 30 de julio de 2020 la Federación de Fútbol de Armenia anunció que el Football Club Van consiguió la licencia para jugar en la Liga Premier de Armenia en la temporada 2020/21.

## Palmarés
- I Liga (II): 1

2019/20

## Entrenadores

### Historial de entrenadores
| Nombre            | País               | Desde                 | Hasta                 | PJ | G  | E | P  | GF | GC | Pts. | Títulos                 |
| ----------------- | ------------------ | --------------------- | --------------------- | -- | -- | - | -- | -- | -- | ---- | ----------------------- |
| Karen Barseghyan  | Bandera de Armenia | 31 de mayo de 2019    | 30 de julio de 2021   | 28 | 22 | 4 | 2  | 90 | 18 | 70   | Primera Liga de Armenia |
| Sevada Arzumanyan | Bandera de Armenia | 31 de julio de 2021   | 1 de febrero de 2022  | 13 | 4  | 2 | 7  | 9  | 11 | 14   |                         |
| Artur Azoyan      | Bandera de Armenia | 2 de febrero de 2022  | 18 de febrero de 2022 | 32 | 10 | 7 | 15 | 31 | 40 | 37   |                         |
| Sevada Arzumanyan | Bandera de Armenia | 19 de febrero de 2022 | 13 de enero de 2023   | 18 | 3  | 5 | 10 | 10 | 29 | 14   |                         |
| Humberto Viviani  | Bandera de Bolivia | 14 de enero de 2023   | Actualidad            | 0  | 0  | 0 | 0  | 0  | 0  | 0    |                         |